# Ardisia arborea
Ardisia arborea är en viveväxtart som beskrevs av Sijfert Hendrik Koorders och Valet. Ardisia arborea ingår i släktet Ardisia och familjen viveväxter. Inga underarter finns listade i Catalogue of Life.